# Karl Glusman
Karl Glusman (* 3. Januar 1988 in der Bronx, New York City, New York) ist ein US-amerikanischer Schauspieler und Synchronsprecher.

## Leben
Glusman ist deutsch-jüdischer (väterlicherseits) und irisch-katholischer Herkunft (mütterlicherseits). Er wurde im New Yorker Stadtbezirk Bronx geboren. Als er sechs Monate alt war, zog die Familie nach Portland, Oregon, wo er aufwuchs. Er besuchte in Lake Oswego die gleichnamige High School. Anschließend besuchte er die Portland State University, brach aber sein Studium nach eineinhalb Jahren ab, um Schauspieler zu werden.
Er feierte sein Schauspieldebüt 2008 in einer Nebenrolle im Spielfilm The Iconographer. In den folgenden Jahren synchronisierte er den Charakter Takao in sechs Zeichentrickfilmen der Eternal-Quon-Reihe. Nach Besetzungen in US-amerikanischen Kurzfilmen und einer Nebenrolle 2015 in Ratter – Er weiß alles über dich, zog er nach Frankreich, um einen Neustart als Schauspieler zu wagen. Er lernte den Filmemacher Gaspar Noé kennen und bekam die männliche Hauptrolle im Spielfilm Love, der auf den Internationalen Filmfestspiele von Cannes 2015 uraufgeführt wurde. 2017 verkörperte er im Netflix Original Gypsy in insgesamt zehn Episoden die Rolle des Sam Duffy. Zuletzt stellte er die Rolle des Sergei in der Mini-Serie Devs und eine Nebenrolle im Spielfilm Greyhound – Schlacht im Atlantik dar.
Seit 2019 ist Glusman mit Zoë Kravitz verheiratet. Übereinstimmenden Medienberichten zufolge reichte sie Ende 2020 die Scheidung ein.

## Filmografie

### Schauspieler
- 2008: The Iconographer
- 2012: Blow Up (Kurzfilm)
- 2013: Summer House (Kurzfilm)
- 2015: Ratter – Er weiß alles über dich (Ratter)
- 2015: Love
- 2015: One Bad Choice (Fernsehserie, Episode 1x06)
- 2015: Stonewall
- 2015: Embers
- 2016: The Neon Demon
- 2016: Redd (Kurzfilm)
- 2016: Nocturnal Animals
- 2017: Gypsy (Fernsehserie, 10 Episoden)
- 2018: L'Ariel (Kurzfilm)
- 2019: Wounds
- 2019: Lux Æterna
- 2019: Above Suspicion
- 2020: Devs (Mini-Serie, 4 Episoden)
- 2020: Greyhound – Schlacht im Atlantik (Greyhound)
- 2022: Watcher
- 2023: God Is a Bullet
- 2023: The Bikeriders
- 2023: Reptile

### Synchronsprecher
- 2011: Eternal Quon 1: The Ephemeral Petal (Towa no Quon 1: Utakata no Kaben) (Zeichentrickfilm)
- 2011: Eternal Quon 2: Dancing Orchid in Chaos (Towa no Quon 2: Konton no Ranbu) (Zeichentrickfilm)
- 2011: Eternal Quon 3: The Complicity of Dreams (Towa no Quon 3: Mugen no Renza) (Zeichentrickfilm)
- 2011: Eternal Quon 4: The Roaring Anxiety (Towa no Quon 4: Guren no Shoushin) (Zeichentrickfilm)
- 2011: Eternal Quon 5: The Return of the Invincible (Towa no Quon 5: Souzetsu no Raifuku)
- 2011: Eternal Quon 6: Eternal Quon (Towa no Quon 6: Towa no Quon)
- 2011: No. 6 (Zeichentrickserie, 6 Episoden)
- 2012: Starship Troopers: Invasion (Animationsfilm)